# Кауам ад-дин аль-Фараби
Кауа́м ад-дин аль-Фараби́ (араб. قوام الدين الفارابي‎) или Кауам ад-Дин аль-Иткани (араб. قوام الدين الإتقاني‎;  род. 1286 — ум. 1357 или 1358) — средневековый мусульманский религиозный деятель из Средней Азии, приверженец ханафитского мазхаба, автор нескольких трудов на арабском языке.

## Биография
Кауам ад-дин родился по одним сведениям в Фарабе, по другим — в Икане (Иткан) в 1286 году. Его полное имя: Кауам [Кива́м] ад-дин Абу Ханифа Амир Катиб ибн Амир Умар ибн Амир Гази аль-Иткани аль-Фараби (قوام الدين أبو حنيفة أمير كاتب بن أمير عمر بن أمير غازي الفارابي الإتقاني).
Получил образование в Отраре, продолжил его в Бухаре и Самарканде. Преподавал в медресе Отрара. Затем переехал в Багдад, где преподавал в медресе возле мавзолея Абу Ханифы и стал главным судьёй (кади) города. Позднее перебрался в Каир, где пользовался почётом у мамлюкского эмира Саргатмуша (ум. 1358), который построил для него медресе в 1356 году. Умер в Египте 1357 или 1358 году.
Кауам ад-дин аль-Фараби написал разъяснение к труду одного из основоположников науки об исламской религии Бурхануддина аль-Маргинани «Аль-Хидая» («Руководство»), которое называлось «Конечная цель разъяснения и достижения эпохи» (араб. غاية البيان نادرة الزمان في آخر الأوان‎). Среди написавших разъяснение к «Аль-Хидая», кроме себя, он называет также средневекового учёного аль-Кардари. Рукопись состоит из 9 книг, начинается с раздела «Китаб ат-Тахара» («Омовение») и заканчивается разделом «Китаб аль-Итак» («Освобождение»). Этот труд переписан приблизительно в 1364 году. Вариант хранится в Ташкенте, в Институте рукописей и в рукописном фонде Института востоковедения Российской академии наук. Также Карлом Броккельманом упоминается его послание (рисала) под названием «Раскалыватель мутазилитов» (араб. شداخة المعتزلة‎) — критику интерпретации Корана мутазилитом аз-Замахшари.